# 魏長賢
魏长贤（?—?），北齐巨鹿下曲阳（今河北省晋州市西）人。唐朝名臣魏征的父亲，《魏书》作者魏收的族叔，魏钊之孙，魏彦之子。
魏长贤哥哥兄魏伯胤留魏长贤与弟魏德振，于洛阳求学。魏孝静帝北迁，魏长贤也迁居邺城。魏长贤博涉经史，词藻清华，东魏初年，举秀才，担任汝南王元悦参军事。北齐建立后，为平阳王高淹法曹参军，转任著作佐郎。想要撰写《晋书》。齐武成帝河清年间，上书讥刺时政，忤逆权佞，出为上党屯留令。亲故写信规劝魏长贤。魏长贤回信表明心迹。武平年间，因病辞职，在北齐一朝，不复出仕。周武帝灭齐，魏长贤不应北周征召，称病推辞。去世时七十四岁。唐太宗贞观年间，魏征为相，追赠魏长贤为定州刺史。

## 延伸阅读
[在维基数据编辑]
 《北史/卷056》，出自李延壽《北史》